# Anodonthyla eximia
Anodonthyla eximia – gatunek płaza bezogonowego z rodziny wąskopyskowatych (Microhylidae), występujący endemicznie w Parku Narodowym Ranomafana we wschodniej części Madagaskaru. Przedstawiciele tego gatunku mają ok. 11–12 mm długości i ze względu na mały rozmiar wyróżniają się od innych gatunków z rodzaju Anodonthyla. Jednocześnie Anodonthyla eximia charakteryzuje się wtórną naziemnością, dostarczając dowodów na potencjalny związek miniaturyzacji z naziemnością.